# Rezerwat przyrody Przygiełkowe Moczary
Rezerwat przyrody Przygiełkowe Moczary – rezerwat torfowiskowy położony na terenie gminy Przewóz w powiecie żarskim (województwo lubuskie).
Obszar chroniony utworzony został 4 stycznia 2013 r. na podstawie Zarządzenia nr 59/2012 Regionalnego Dyrektora Ochrony Środowiska w Gorzowie Wielkopolskim z dnia 18 grudnia 2012 r. w sprawie uznania za rezerwat przyrody (Dz. Urz. Woj. Lub. z dnia 20.12.2012 r. poz. 2829). W 2015 doprecyzowano opis ekosystemu rezerwatu, uznając go za podtyp torfowisk bagiennych na podstawie Zarządzenia Regionalnego Dyrektora Ochrony Środowiska w Gorzowie Wielkopolskim z dnia 14 października 2015 r. zmieniającego zarządzenie w sprawie uznania za rezerwat przyrody (Dz. Urz. Woj. Lub. z dnia 15.10.2015 r., poz. 1750).
Rezerwat ma powierzchnię 101,91 ha i leży na terenie obrębu ewidencyjnego Lipna (dz. nr 584, 575, 572, 555, 583, 576). Jest położony ok. 1 km na południowy zachód od Gozdnicy (powiat żagański); na krótkim odcinku jego granicę wyznacza granica województw lubuskiego i dolnośląskiego. Rezerwat leży w granicach dwóch obszarów sieci Natura 2000: obszaru specjalnej ochrony ptaków „Bory Dolnośląskie” PLB020005 oraz specjalnego obszaru ochrony siedlisk „Przygiełkowiska koło Gozdnicy” PLH080055.
Cel ochrony w rezerwacie stanowi „zachowanie zbiorowisk roślinności bagiennej i torfowiskowej, szczególnie mszaru przygiełkowego z charakterystycznymi gatunkami zespołu przygiełki brunatnej oraz mszaru wysokotorfowiskowego”. Obszar ten obejmuje różne siedliska: brzegi lub osuszane dna zbiorników wodnych ze zbiorowiskami, obniżenia na podłożu torfowym, torfowiska przejściowe i torfowiska wysokie z roślinnością torfotwórczą. Występują tu rzadkie i zagrożone gatunki roślin, w tym: ponikło wielołodygowe (Eleocharis multicaulis), przygiełka brunatna (Rhynchospora fusca), wrzosiec bagienny (Erica tetralix) i rośliny z klasy Littorelletea uniflorae. Rezerwat stwarza warunki dogodne dla fauny wybierającej siedliska wodno-błotne.
Rezerwat nie ma na razie planu ochrony, posiada natomiast obowiązujące zadania ochronne, na podstawie których jego obszar objęty jest ochroną czynną.